# Andělská hora
Andělská hora är ett berg i Tjeckien.   Det ligger i regionen Karlovy Vary, i den västra delen av landet, 100 km väster om huvudstaden Prag. Toppen på Andělská hora är 717 meter över havet.